# Chris Schenkel

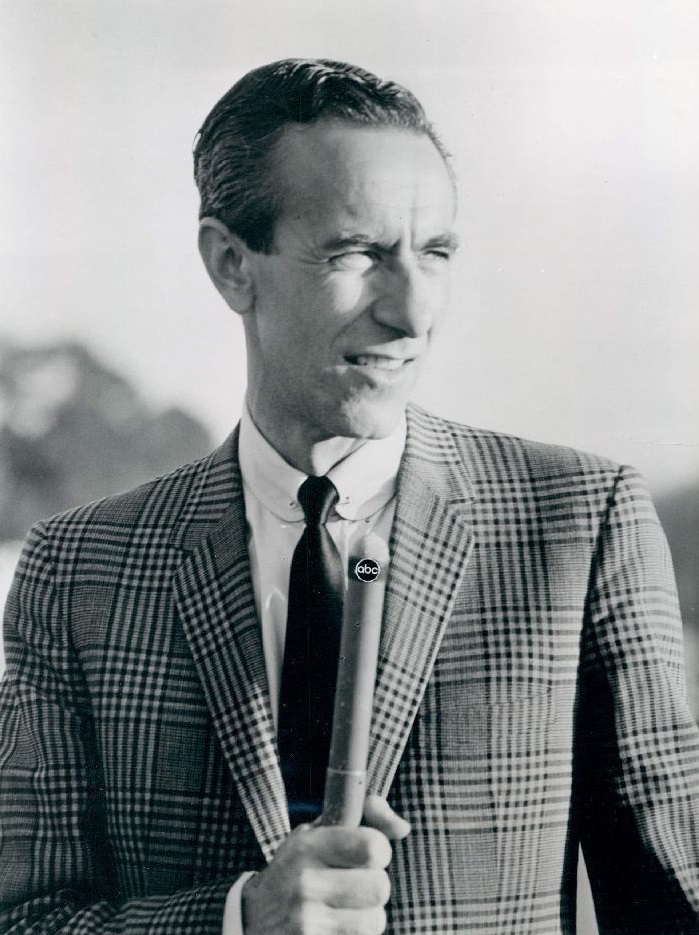
Chris Schenkel, 1964

Chris Schenkel (* 21. August 1923 in Bippus, Indiana; † 11. September 2005 in Fort Wayne, Indiana) war ein US-amerikanischer Sportreporter, der 46 Jahre lang die ABC-Sportschau am Samstagabend moderierte.
1999 benannte die Professional Bowlers Association ihren Spieler des Jahres-Preis nach Schenkel.

## Leben und Karriere

### Kindheit und Ausbildung
Chris Schenkel wurde am 21. August 1923 in Bippus, Indiana, geboren. Er wuchs als eines von sechs Kindern auf einer Farm auf, die von seinen Eltern, deutschen Einwanderern, betrieben wurde. Nach dem Schulabschluss begann er ein Medizinstudium an der Purdue University, wechselte jedoch bald zu Radio und Sprache. Während seines Studiums sammelte er erste Erfahrungen beim Universitätsradio WBAA. Schenkel diente zudem als Infanterieoffizier im Zweiten Weltkrieg und im Koreakrieg.

### Karrierebeginn im Rundfunk
Nach seiner Rückkehr aus dem Militär begann Schenkel seine Radiokarriere in Indiana und Rhode Island. 1947 wurde er TV-Kommentator für Harvard-Footballspiele, eine der ersten Fernsehübertragungen von Football in den USA. Ab 1952 kommentierte er Spiele der New York Giants und übertrug zudem Boxkämpfe, Pferderennen (darunter die Triple Crown) und das Masters-Golfturnier.

### Nationale Karriere
Schenkel arbeitete zunächst für das DuMont Television Network, wo er Football und Boxen kommentierte. 1956 wechselte er zu CBS Sports und berichtete weiterhin über Football, Boxen, Pferderennen und Golf. Besonders bekannt wurde er als Kommentator des legendären NFL Championship Games 1958, dem ersten NFL-Spiel mit nationaler TV-Übertragung.
Ab 1965 war Schenkel für ABC Sports tätig und entwickelte sich zu einem der vielseitigsten Sportkommentatoren der USA. Er kommentierte College Football, Major League Baseball, NBA, Golf, Tennis, Boxen, Autorennen und die Olympischen Spiele. Bei den Olympischen Spielen 1968 und 1972 war er Hauptmoderator für ABC.

### Stimme des Bowlings
Besondere Bekanntheit erlangte Schenkel als Kommentator für Bowling. Von 1962 bis 1997 war er die Stimme der Professional Bowlers Association (PBA) und prägte das Bild des Sports im amerikanischen Fernsehen maßgeblich.

### Persönliches Leben und Vermächtnis
Schenkel war mit Fran Paige verheiratet und hatte drei Kinder. Er engagierte sich für Indianer-Belange und unterstützte das Eiteljorg Museum of American Indian and Western Art in Indianapolis. Chris Schenkel starb am 11. September 2005 in Fort Wayne, Indiana.
Er gilt als einer der einflussreichsten und vielseitigsten Sportkommentatoren der US-Geschichte. Seine markante Stimme und seine Professionalität prägten Generationen von Sportfans und machten ihn zu einer Legende seines Fachs.

## Ehrungen und Auszeichnungen
Chris Schenkel wurde viermal als National Sportscaster of the Year ausgezeichnet. 1992 erhielt er einen Emmy für sein Lebenswerk sowie den Pete Rozelle Radio-Television Award von der Pro Football Hall of Fame. Er ist Mitglied in 16 Ruhmeshallen, darunter die National Sportscasters and Sportswriters Association Hall of Fame. Die PBA benannte ihren „Player of the Year“-Award zu seinen Ehren nach ihm.